# Initiative populaire « Initiative pour les familles : déductions fiscales aussi pour les parents qui gardent eux-mêmes leurs enfants »
L'initiative populaire fédérale « Initiative pour les familles : déductions fiscales aussi pour les parents qui gardent eux-mêmes leurs enfants » est une initiative populaire suisse, refusée par le peuple et les cantons le 24 novembre 2013.

## Contenu
L'initiative propose d'ajouter un alinéa 4 à l'article 129 de la Constitution fédérale précisant que « les parents qui gardent eux-mêmes leurs enfants doivent bénéficier d'une déduction fiscale au moins égale à celle accordée aux parents qui confient la garde de leurs enfants à des tiers ».
Le texte complet de l'initiative peut être consulté sur le site de la Chancellerie fédérale.

## Déroulement

### Contexte historique
C'est le 1er janvier 2011 que la loi sur l'impôt fédéral direct est modifiée pour permettre une déduction pour frais de garde des enfants par les tiers. Demandée par de nombreuses interventions parlementaires, cette modification devait permettre de « compenser la diminution de la capacité économique des parents qui confient la garde de leurs enfants à un tiers », selon le Conseil fédéral. À l'inverse, seuls les cantons de Zoug, de Lucerne et du Valais accordent une déduction d'impôt aux parents assumant eux-mêmes la garde de leurs enfants ; cette idée est défendue au Parlement fédéral via plusieurs motions et une initiative parlementaire déposée par le groupe de l'Union démocratique du centre à laquelle l'Assemblée fédérale refuse de donner suite.
Ce refus conduit le comité d'initiative, composé majoritairement de membres de l'UDC, à déposer un texte quasiment identique sous la forme d'une initiative populaire fédérale.

### Récolte des signatures et dépôt de l'initiative
La récolte des 100 000 signatures nécessaires débute le 26 janvier 2010. Le 12 juillet 2011, l'initiative est déposée à la Chancellerie fédérale, qui constate son aboutissement le 30 août.

### Discussions et recommandations des autorités
Le Conseil fédéral et le Parlement recommandent tous deux le rejet de l'initiative. Dans son message à l'Assemblée fédéral, le Conseil fédéral relève que cette mesure avantagerait les parents assumant la garde de leurs enfants par rapport à ceux confiant la garde à des tiers alors que, selon lui, « le fait d'avantager les familles dont l’organisation est traditionnelle ne se justifie pas en termes de politique sociétale ».
De leur côté, les initiants mettent en particulier en avant que, grâce à cette correction, « le nombre des places nécessaires dans les crèches diminuera, ce qui réduira les coûts pour la collectivité ».
Les recommandations de vote des partis politiques sont les suivantes : 
| Parti politique              | Recommandation |
| ---------------------------- | -------------- |
| Parti bourgeois-démocratique | non            |
| Parti chrétien-social        | non            |
| Parti démocrate-chrétien     | non            |
| Parti socialiste             | non            |
| Vert'libéraux                | non            |
| Les Libéraux-Radicaux        | non            |
| Union démocratique du centre | oui            |
| Les Verts                    | non            |

### Votation
Soumise à votation le 24 novembre 2013, l'initiative est refusée par 18 5/2 des 20 6/2 cantons et par 58,5 % des suffrages exprimés. Le tableau ci-dessous détaille les résultats par canton :